# Moll Davis

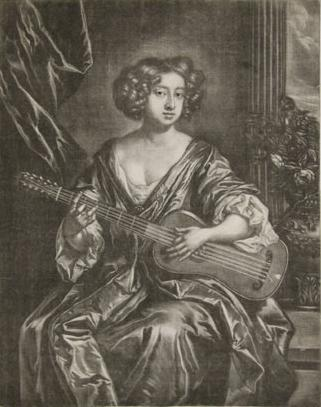
Moll Davis

Mary „Moll” Davis (ur. ok. 1648 w Westminsterze, zm. 1708) – angielska śpiewaczka i aktorka, kochanka króla Karola II Stuarta. Według Samuela Pepysa była nieślubną córką pułkownika Howarda, lorda Barkeshire. Może tutaj chodzić o Thomasa Howarda, 3. hrabiego Berkshire.

## Życiorys
Na początku lat 60. XVII w. została aktorką w Duke’s Theatre Company. Wkrótce zyskała popularność jako aktorka, śpiewaczka i komediantka. Około 1667 r. poznała króla Karola II i wkrótce została jego kochanką. W 1668 r. zrezygnowała z występów. Rok później urodziła córkę Karola, Mary Tudor. Wkrótce jednak jej romans z królem dobiegł końca. Karol przyznał dawnej kochance roczną pensję w wysokości 1000 funtów.
W grudniu 1686 r. poślubiła francuskiego muzyka i kompozytora Jamesa Paisible’a, członka prywatnego zespołu muzycznego króla Jakuba II. Wraz z mężem towarzyszyła królowi na wygnaniu w St Germain-en-Laye, ale w 1693 r. powróciła do Anglii, gdzie jej mąż został nadwornym kompozytorem księcia Jerzego Duńskiego.